# スフレンアイム
スフレンアイム（Soufflenheim）は、フランス、グラン・テスト地域圏、バ＝ラン県のコミューン。「スフレンハイム」とも表記される。この土地特有の赤土を使った陶器を、スフレンハイム焼きという。

## 地理
スフレンアイムの市街地は、ライン川の氾濫原の縁にできた段地の角にあたる、アルザスの平野にある。この場所故に、ライン川の氾濫から村を守ることになった。治水が行われて以降は、氾濫の危険はなくなった。スフレンアイムは西から北東にかけ、厚いアグノーの森に囲まれている。エベルバック川（エベルバッハ川）とフォルグラベン川が村内を流れている。

## 歴史

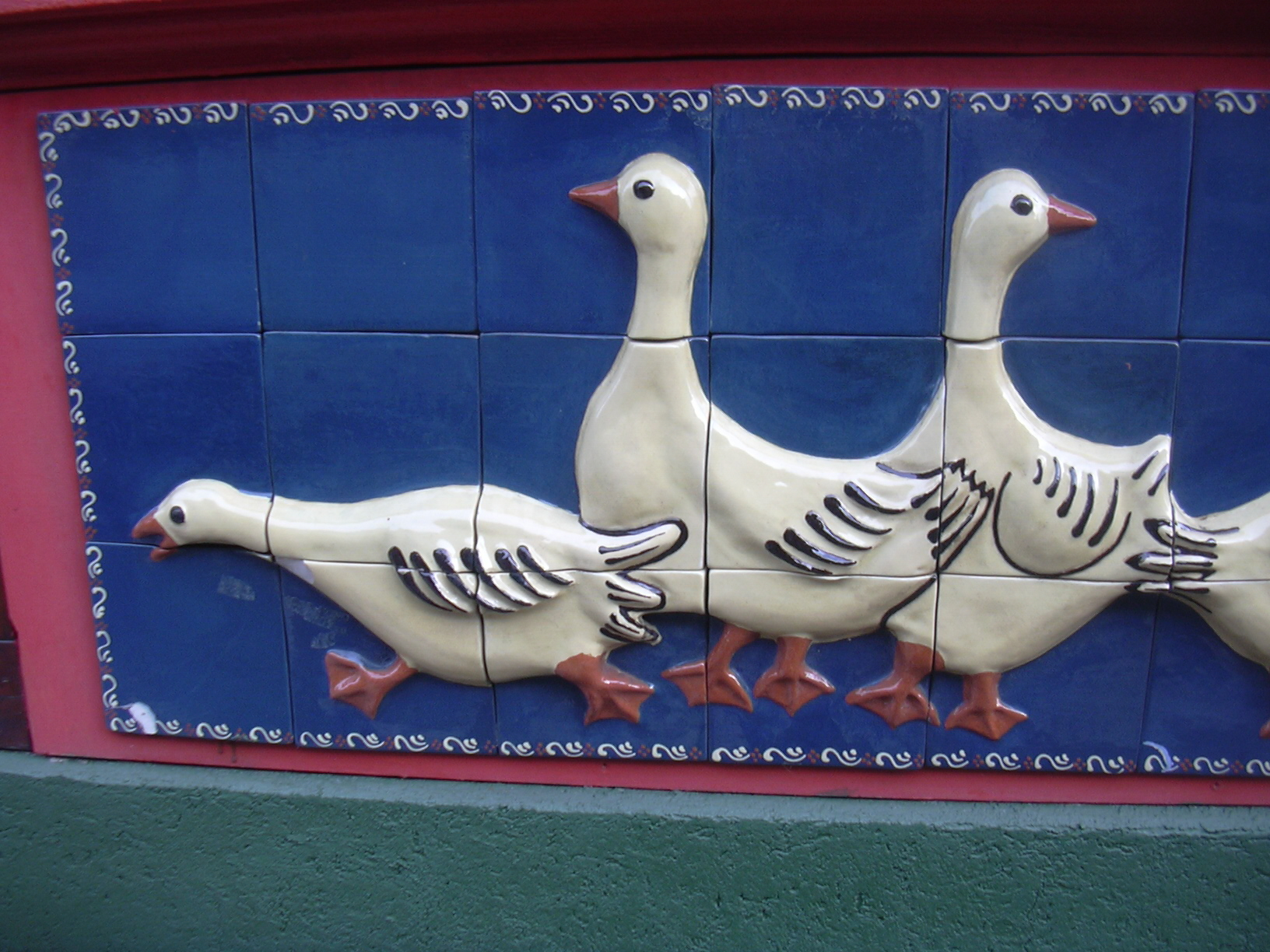
スフレンハイム焼き

スフレンアイムは古代より、この土地でとれる粘土を使った陶器づくりで知られてきた。紀元前から陶器づくりが実在したと言われるが、確認がとれているのは1142年からである。陶器づくりは、神聖ローマ皇帝フリードリヒ1世が、地元の陶器職人組合に対して、アグノー森から自由に粘土をとってよいという特権を与えたことで成長した。今日、村内には17の工房があり、アルザス伝統料理に用いられる家庭用品を生産している（ロースター、ベックオフ、クグロフ、テリーヌなどに用いられるスフレンハイム焼きでできた型）。

## 姉妹都市
- アンバザック、フランス
- カンデルン、ドイツ

## 出身著名人
- ビレリ・ラグレーン - ジャズ・ギタリスト